# Ouricuri
Ouricuri est une municipalité brésilienne située dans l'État du Pernambouc.